# Isola di Šalaurov
L'isola di Šalaurov  (in russo: остров Шалаурова; in lingua ciukcia: Ajnautkon che significa "luogo della chiamata") è una piccola isola al confine tra il mare della Siberia orientale e il mare dei Ciukci, Russia.
Amministrativamente l'isola appartiene al Čaunskij rajon del Circondario autonomo della Čukotka.
L'isola ha preso il nome dall'esploratore polare russo Nikita Šalaurov.

## Geografia
L'isola si trova a 800 m a nord di capo Kibera e a una distanza di 100km a est di Pevek. Ha una lunghezza di 800 m e un'altezza di 90 m.